# Moustache Prawn
I Moustache Prawn sono un gruppo musicale cult alternative rock italiano, formatosi nel 2010 a Fasano (Provincia di Brindisi).
Il progetto solista del bassista Gigante può in parte considerarsi erede dell'opera della band pugliese.

## Storia del Gruppo
Nel 2007 Leo Ostuni e Giancarlo Latartara, durante la loro conoscenza, in una palestra del loro paese, decidono di provare a suonare insieme e fondare un gruppo musicale. Nell'estate del 2008, dopo aver suonato con solo chitarra e batteria per diverso tempo, si unisce a loro Ronny Gigante al basso. I tre decidono di fondare il loro primo gruppo i "Distopia" con brani inediti cantati in italiano dalle influenze sonore del Post-Punk. Suonano in alcune manifestazioni studentesche e nei locali del loro paese, ma il progetto non decolla al punto tale che nell'inverno 2010 i tre si separarono per alcuni mesi di pausa.
Durante questo periodo i tre componenti subiscono una influenza musicale verso suoni British soprattutto nei generi Alternative rock e Indie rock (Strokes, Arctic Monkeys, Radiohead, Interpol, The Smiths, Jon Spencer Blues Explotion, ecc).
I tre componenti nell'estate 2010 decidono di riunirsi e comporre brani musicali cantati in lingua inglese, nascono così brani completamente diversi da quelli provati e arrangiati in passato, tanto che il progetto assume una nuovissima forma al punto tale che decidono di cambiare il nome in "Moustache Prawn" (baffi di gambero in italiano).
Nel 2011, appena 18enni, decidono di partecipare all'Arezzo wave 2011, vincendo prima le provinciali di Brindisi e poi le regionali approdando alle finali nazionali.
Tale vittoria è un trampolino di lancio, infatti per tutto il 2012-2013 suonano in diversi festival in tutta Italia e all'estero come: RockInDay 2012, Festival Dirockato Winter, Reeperbahn Festival di Amburgo e Liverpool Sound City e in concerti insieme ai Diaframma, Hugo Race (ex-chitarrista di Nick Cave), La Fame Di Camilla, Zen Circus, A Toys Orchestra, ecc. Inoltre parteciparono allo showcase del Medimex (il Salone dell'Innovazione Musicale) insieme ad altri artisti come: Asaf Avidan, Enzo Avitabile, Fabryka, Faraualla, Finaz, Management Del Dolore Post-Operatorio, Municipale Balcanica, Nobraino.
Sempre nel 2012 esce il loro primo album "Biscuits", prodotto dall'etichetta discografica indipendente Piccola Bottega Popolare (P.B.P.). L'album riscuote un forte successo, anche della critica, al punto di suscitare subito l'attenzione di radio, magazine, web-magazine e blog nazionali come Rockit, La Repubblica XL, Promorama, Il Mucchio selvaggio, Rumore, Rockerilla, mentre il primo video musicale del singolo “Never Think So Long” venne pubblicato in anteprima esclusiva sul sito di RollingStone.
Nel 2015 pubblicano il loro secondo album "Erebus", prodotto dalle etichette Piccola Bottega Popolare / MArte Label. Si tratta di un concept album affiancato ad un racconto di fantasia con illustrazioni scritto da Leo Ostuni, che tratta una tematica ambientalista e animalista; in questo album i Moustache Prawn riescono più a sperimentare rispetto all'album precedente, affiancando all'Indie più tradizionale strumenti particolari ed esotici. Questo album, inoltre, è stato realizzato con l'aiuto del crowfunding di Musicraiser, con il quale la band ha potuto produrre il disco, realizzare i videoclip e il tour.
Il 15 agosto 2015 si esibiscono allo Sziget Festival sul palco del Medimex Terrace.
Il 3 febbraio 2016 annunciano sulla loro pagina Facebook la partecipazione al prestigioso festival texano South by Southwest 
Il 27 agosto 2016 prendono parte alla prima edizione del Cellamare Music Festival in provincia di Bari.
Dal 7 al 19 ottobre 2016 sono impegnati nel Moustache Prawn Japan Tour, che fa tappa nelle principali città giapponesi musicalmente attive quali Tokyo, Osaka, Kyoto, Nagoya, Yasu, Kōbe e Kawasaki.
Nei giorni 18 e 20 aprile 2017 sono invitati a prender parte al Canadian Music Week a Toronto.
A fine 2017 escono i primi singoli di Gigante: sarà l'inizio di una nuova avventura, quella del bassista Ronny, assieme ad Antonio Contest (tastierista per Acquasumarte, Neera e Cambio di Rotta) e Fabrizio Semerano (già batterista dei casematte e per gli Inude), col primo album solista Himalaya e alcuni tour in tutta Italia. Buonanotte, il secondo album di Gigante, esce il 15 marzo 2020 per Carosello Records.
Intanto Himalaya, a poco meno di due anni dalla pubblicazione, si piazza al cinquantesimo posto nella classifica dei 50 dischi italiani più belli del decennio  secondo Rockit.
A fine maggio 2019 i Moustache Prawn pubblicano a sorpresa l'ep STREAM, frutto di recording sessions durante il Japan Tour. A fine 2020 viene reso disponibile su mora.jp per streaming e acquisto un ennesimo ep, BOTANICA, risalente allo stesso periodo.
È inoltre possibile reperire nei servizi di streaming alcuni lavori del chitarrista Leo Ostuni nel suo progetto solista Meijic Inca.

## Formazione
- Leo Ostuni - chitarra, voce (2010 - presente)
- Giancarlo Latartara - batteria, cori (2010 - presente)
- Ronny Gigante - basso, voce (2010 - presente)

### Altri Membri
- Gianluca Bianco - tastiere, synth (2012 - 2013)

## Discografia

### Album
- 2012 - Biscuits
- 2015 - Erebus

### Opere audiovisive
- Pullover (Biscuits)
- Never Think So Long (Biscuits)
- Aeroplane (Biscuits)
- Crucus (Biscuits)
- Solar (Erebus)
- Goodbye Zero (Erebus)
- Animals (Erebus)